# Yemişli (Karataş)
Yemişli ist ein Dorf (Köy) im Landkreis Karataş der türkischen Provinz Adana mit 570 Einwohnern (Stand: Ende 2024). Im Jahr 2011 hatte der Ort 1593 Einwohner.